# Lipsko (gmina w guberni lubelskiej)
Lipsko (następnie Mokre) – dawna gmina wiejska istniejąca w XIX wieku w guberni lubelskiej. Siedzibą władz gminy było Lipsko.
Za Królestwa Polskiego gmina Lipsko należała do powiatu zamojskiego w guberni lubelskiej.
Brak informacji o dacie zniesienia gminy, lecz w wykazie z 1877 i 1895 roku jednostka figuruje już pod nazwą gmina Mokre.